# Francesco Bennici
Francesco Bennici (3 ottobre 1971) è un ex mezzofondista e maratoneta italiano.

## Palmarès
| Anno | Manifestazione          | Sede              | Evento         | Risultato | Prestazione | Note |
| ---- | ----------------------- | ----------------- | -------------- | --------- | ----------- | ---- |
| 1989 | Mondiali di cross       | Stavanger         | Corsa juniores | 23º       | 26'56"      |      |
| 1989 | Mondiali di cross       | Stavanger         | A squadre      | Bronzo    | 76 p.       |      |
| 1989 | Europei juniores        | Varaždin          | 5000 m piani   | 8º        | 14'19"69    |      |
| 1990 | Mondiali di cross       | Aix-les-Bains     | Corsa juniores | 27º       | 23'57"      |      |
| 1990 | Mondiali di cross       | Aix-les-Bains     | A squadre      | Bronzo    | 85 p.       |      |
| 1990 | Mondiali juniores       | Plovdiv           | 5000 m piani   | Bronzo    | 13'47"10    |      |
| 1991 | Mondiali di cross       | Anversa           | Corsa seniores | 76º       | 35'38"      |      |
| 1991 | Mondiali di cross       | Anversa           | A squadre      | 7º        | 336 p.      |      |
| 1991 | Giochi del Mediterraneo | Atene             | 10000 m piani  | Argento   | 28'38"19    |      |
| 1992 | Mondiali di cross       | Boston            | Corsa seniores | 31º       | 38'03"      |      |
| 1992 | Mondiali di cross       | Boston            | A squadre      | 5º        | 246 p.      |      |
| 1992 | Giochi Olimpici         | Barcellona        | 10000 m piani  | Batteria  | 28'45"62    |      |
| 1993 | Mondiali di cross       | Amorebieta-Etxano | Corsa seniores | 54º       | 34'39"      |      |
| 1993 | Mondiali di cross       | Amorebieta-Etxano | A squadre      |           |             |      |
| 1998 | Mondiali di cross       | Marrakech         | Corsa seniores | 42º       | 36'23"      |      |
| 1998 | Mondiali di cross       | Marrakech         | A squadre      |           |             |      |
| 1998 | Europei di cross        | Ferrara           | Corsa seniores | 59º       | 30'01"      |      |
| 1998 | Europei di cross        | Ferrara           | A squadre      | Oro       | 53 p.       |      |
| 2005 | Giochi del Mediterraneo | Almeria           | Mezza maratona | dnf       | dnf         |      |

## Campionati nazionali
1988
- 4º ai campionati italiani allievi, 3000 m piani - 8'21"00
- 8º ai campionati italiani allievi di corsa campestre

1989
- Oro ai campionati italiani juniores, 3000 m piani - 8'26"29

1990
- Bronzo ai campionati italiani juniores di corsa campestre - 24'52"

1992
- 9º ai campionati italiani di corsa campestre - 34'18"

1993
- Argento ai campionati italiani assoluti, 10000 m piani - 28'32"26

1995
- Oro ai campionati italiani assoluti, 5000 m piani - 13'44"14

1996
- 10º ai campionati italiani assoluti, 10000 m piani - 29'09"01
- 6º ai campionati italiani assoluti, 5000 m piani - 14'01"82

1997
- 4º ai campionati italiani assoluti, 10000 m piani - 29'08"66

1999
- 12º ai campionati italiani di corsa campestre - 36'59"

2000
- 6º ai campionati italiani assoluti, 10000 m piani - 28'44"84

2001
- 20º ai campionati italiani di maratonina - 1h05'55"

2002
- 30º ai campionati italiani di maratonina - 1h04'54"
- Argento ai campionati italiani di corsa campestre, cross corto - 11'55"

2003
- 13º ai campionati italiani di maratonina - 1h03'41"

2004
- 5º ai campionati italiani di maratonina - 1h03'14"

2005
- Argento ai campionati italiani di maratonina - 1h05'05"

2006
- Bronzo ai campionati italiani di maratona - 2h16'18"

2008
- 8º ai campionati italiani di maratonina - 1h06'53"

## Altre competizioni internazionali
1991
- 9º al Weltklasse Zurich ( Zurigo), 5000 m piani - 13'30"46
- 17º al DN Galan ( Stoccolma), 5000 m piani - 13'57"43

1992
- 15º al Golden Gala ( Roma), 5000 m piani - 13'29"41
- Bronzo alla BOclassic ( Bolzano) - 28'33"
- 7º alla Cinque Mulini ( San Vittore Olona) - 33'29"
- 5º al Cross di Alà dei Sardi ( Alà dei Sardi) - 31'43"

1993
- 17º al Golden Gala ( Roma), 5000 m piani - 14'09"94
- Bronzo alla Maratona di Palermo ( Palermo) - 2h16'04"
- 5º al Giro podistico internazionale di Castelbuono ( Castelbuono) - 33'44"5

1995
- 12º al Trofeo Sant'Agata ( Catania) - 34'30"

1998
- 14º in Coppa Europa dei 10000 metri ( Lisbona) - 28'14"18
- 10º al Memorial Peppe Greco ( Scicli) - 30'52"

1999
- 7º al Trofeo Sant'Agata ( Catania) - 33'13"

2000
- 13º in Coppa Europa dei 10000 metri ( Lisbona) - 28'18"55
- 11º alla Stramilano ( Milano) - 1h02'28"
- 6º al Trofeo Sant'Agata ( Catania) - 33'16"
- 6º al Campaccio ( San Giorgio su Legnano) - 36'15"

2001
- 5º al Trofeo Sant'Agata ( Catania) - 33'18"
- 16º alla Cinque Mulini ( San Vittore Olona) - 39'19"

2002
- 13º alla Stramilano ( Milano) - 1h04'40"
- 13º al Trofeo Sant'Agata ( Catania)

2003
- Bronzo ai Giochi Mondiali Militari ( Catania), 10000 m piani - 28'50"20

2004
- 14º al Giro al Sas ( Trento) - 32'46"6
- 9º al Trofeo Sant'Agata ( Catania) - 31'37"

2005
- Argento alla Maratona di Torino ( Torino) - 2h11'16"
- 9º al Campaccio ( San Giorgio su Legnano), cross corto - 12'13"

2006
- Bronzo alla Padova Marathon ( Padova) - 2h16'18"
- 10º al Trofeo Sant'Agata ( Catania) - 35'45"

2008
- Bronzo alla Maratona di Palermo ( Palermo) - 2h25'39"
- 18º al Giro podistico internazionale di Castelbuono ( Castelbuono) - 38'09"
- 9º al Trofeo Sant'Agata ( Catania) - 36'34"

2009
- 9º al Trofeo Sant'Agata ( Catania) - 34'36"
- 14º al Memorial Peppe Greco ( Scicli) - 31'28"

2010
- 5º al Trofeo Sant'Agata ( Catania) - 35'35"